# Älgadammen
Älgadammen är en sjö i Herrljunga kommun i Västergötland och ingår i Göta älvs huvudavrinningsområde.